# Winden (Germersheim)
Pour les articles homonymes, voir Winden.
Winden est une municipalité de la Verbandsgemeinde Kandel, dans l'arrondissement de Germersheim, en Rhénanie-Palatinat, dans l'ouest de l'Allemagne. 

## Liens externes

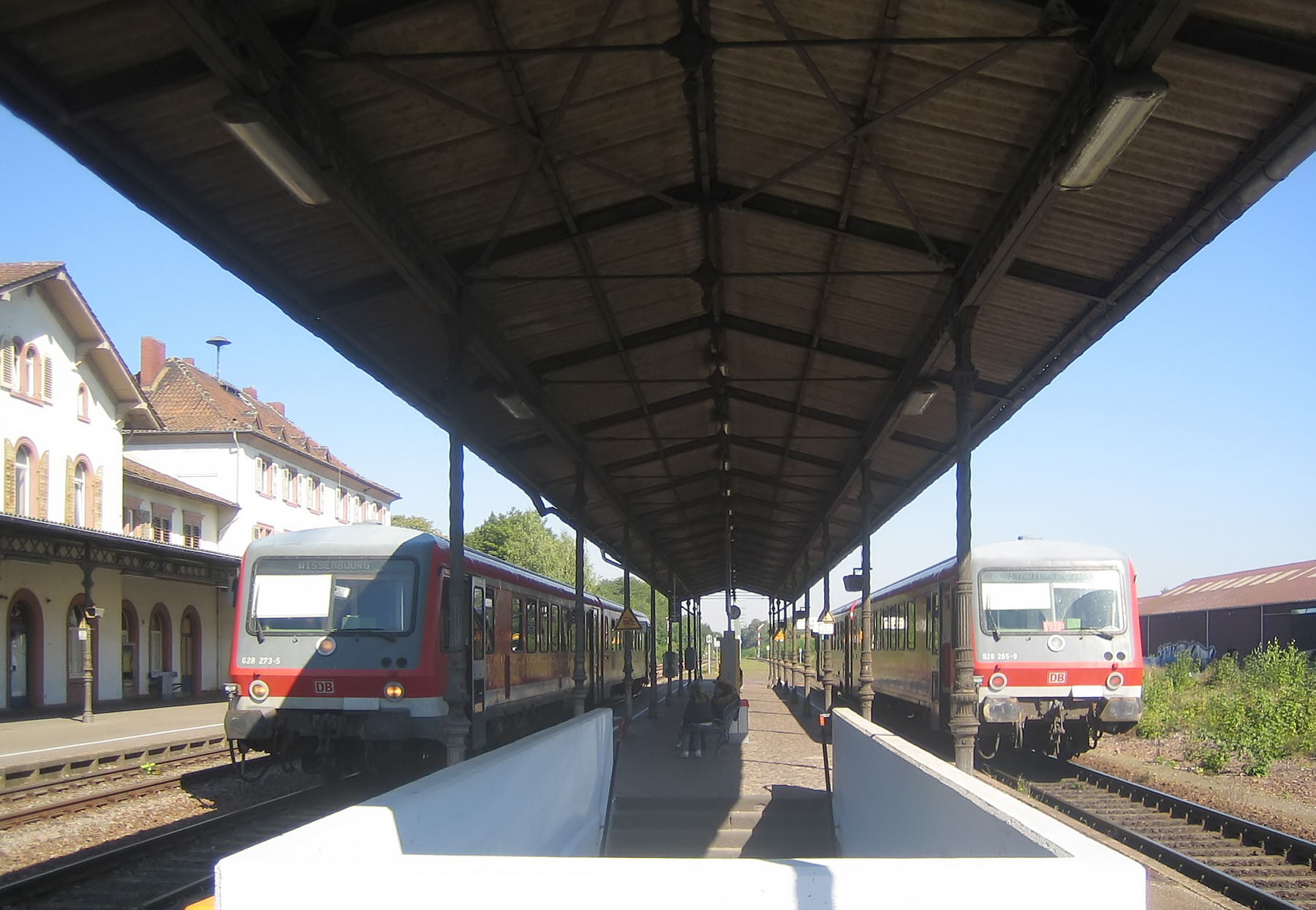
Gare de Winden

Localisation de Winden dans la Verbandsgemeide et dans l'arrondissement